# Utah teapot
Utah teapot eller Newell teapot er en 3D-computermodel, der er blevet en indforstået vittighed indenfor computer-grafiker kredse. Utah teapot er en matematisk model af en almindelig tepotte med forholdsvis almindeligt udseende, der fremstår cylinderisk og delvis konveks.  
Modellen af tepotten blev skabt i 1975 af Martin Newell, der var blandt pionererne indenfor udvikling af computergrafik ved University of Utah.

## Historie
Newell havde i sit arbejde behov for en forholdsvis simpel matematisk model af et almindelig kendt objekt. Newells hustru Sandra Newell foreslog, at han tog udgangspunkt i familiens testel, da de sad og drak te på det tidspunkt. Han tog herefter papir og blyant og tegnede tepotten i hånden.
Tepottens form indeholder flere elementer, der gør den ideel for grafiske eksperimenter: Den er rund, har et saddelpunkt, har en genus større end nul, da der er et hul i hanken, den kan give skygge af sig selv og en afbildning ser troværdig ud, når den vises uden en kompleks overflade. 
Newell gjorde de matematiske data, der beskrev tepottens geometri, offentlig tilgængelige, og kort herefter begyndte andre forskere at benytte de samme data til brug for deres eksperimenter med computergrafik. Disse forskere havde brug for et objekt med nogenlunde de karakteristika, som Newells tepotte havde, og ved at bruge tepotten, behøvede de ikke at skulle indkode tilsvarende data for et andet objekt. Selvom den teknologiske udvikling siden 1975 indebærer, at udfordringen i dag er langt mindre end dengang, er tepotten forblevet et referenceobjekt for mere avancerede grafiske teknikker.
Den rigtige tepotte, der dannede forlæg for afbildningen var markant højere sammenlignet med computermodellen. Modellen blev gjort mindre høj for at demonstrere, at man kunne manipulere modellen skabt af computeren. Forskerne kunne godt lide den modificerede model, og anvendte derfor denne.
Den originale fysiske tepotte blev købt i 1974 og blev i 1984 doneret til Boston Computer Museum, der udstillede den indtil 1990, hvor den blev flyttet til Computer History Museum i Mountain View, Californien hvor den er udstillet som "Teapot used for Computer Graphics rendering".
Varianter af tepotte-modellen indgår i mange grafiske computerprogrammer, ligesom mange grafiske API'er, eksempelvis AutoCAD og OpenGL.

## I populærkulturen
Ved fremkomsten af computergenererede animationsfilm er det blevet en indforstået vittighed at placere Utah teapot i forskellige scener i filmene, lidt på samme måde som bruget af lydeffekten Wilhelmskriget. I eksempelvis filmen Toy Story optræder tepotten (som Wilhelmskriget) i en kort scene, hvor der afholdt et teselskab. Utah teapot optræder også i The Simpsons i episoden "Treehouse of Horror VI", hvor Homer opdager den "tredje dimension". Den optræder også i Pixars Monsters, Inc. på bordet i Boos soveværelse.

## 3D print
Ringen er blevet sluttet ved, at der med fremkomsten af 3D-printning kan foretaget et print af Utah teapot, og tepotten kan i dag købes enten som "nips" eller som en rigtig tepotte i keramik. 

## Galleri
|             |
| Utah teapot |

|                                                |
| Tepotten demonstrerer spejling af omgivelserne |